# Global Certification Forum
Das Global Certification Forum (Abkürzung: GCF) ist eine Interessengemeinschaft von Mobiltelefon-Herstellern, Mobilfunknetzbetreibern und Test-Dienstleistern.
Es ist verbunden mit der weltweiten GSM-Association sowie der Standardisierungsorganisation Europäisches Institut für Telekommunikationsnormen (ETSI) und dem 3rd Generation Partnership Project (3GPP). Ziel der Gemeinschaft ist die Sicherung der Funktionsfähigkeit von Mobiltelefonen nach dem GSM- beziehungsweise UMTS-Standard durch die Durchführung standardisierter Tests und der darauf folgenden Zertifizierung des Gerätes. Das Motto des GCF lautet: englisch “Tested once … accepted by all!” (deutsch: „Einmal getestet … von allen akzeptiert!“)
Parallel zum GCF gibt es das PCS Type Certification Review Board (PTCRB), welches die gleichen Aufgaben für den nordamerikanischen Raum wahrnimmt.